# Nels Anderson
Nels Anderson (* 31. Juli 1889 in Chicago, USA; † 8. Oktober 1986 in Fredericton, New Brunswick, Kanada) war ein US-amerikanischer Soziologe der Chicagoer Schule. Durch seine empirische Untersuchung des Lebens der Hobos erlangte er bleibende internationale Bekanntheit.

## Leben
Nels wurde nach seinem aus Schweden stammenden Vater, einem Wanderarbeiter, benannt. Seine Mutter Annie war die Tochter schottischer Immigranten. Sie brachte insgesamt elf Kinder zur Welt; darunter einen Halbbruder und zwei Kinder, die bereits früh starben. Nels junior war der zweite in dieser Reihe. 1889 – kurz nach seiner Geburt – zog die Familie nach Spokane. Der Vater erwarb 70 Meilen außerhalb der Stadt ein Waldgelände, das er in eine Farm umwandeln wollte, musste aber erkennen, dass er sich damit übernommen hatte. Die Familie zog durch verschiedene Orte in Idaho und kehrte schließlich 1898 wieder nach Chicago zurück. Dort blieb sie bis 1901, dann nahm der Vater eine Hausmeister-Stelle in einer unbewohnten Feriensiedlung bei Traverse City an, wozu auch ein Farmgelände gehörte. Schließlich gelang es ihm, eine eigene Farm zu erwerben. Um seine Schulbildung fortzusetzen, verbrachte Nels junior zwei Jahre bei einer befreundeten Frau, der er Burschendienste leistete. Nach dem 8. Schuljahr kehrte er nach Hause in der Hoffnung zurück, eine High school besuchen zu können, was sein Vater jedoch als überflüssig ansah. Nels junior setzte sich durch; jedoch nahmen die familieninternen Auseinandersetzungen ein Ausmaß an, dass er nach einem Jahr von zuhause weglief. Er fuhr zu seinem älteren Bruder nach Galesburg, Illinois, wobei er zum ersten Mal die US-amerikanischen Wanderarbeiter kennenlernte, mit denen er sich später als Soziologe beschäftigen sollte. Die bevorzugte Reiseart dieser „Hobos“ war die kostenlose Mitfahrt in den Waggons von Güterzügen. Nels Anderson schlug sich als Maultiertreiber, Bauarbeiter und Heizer durch. Während der Wirtschaftskrise von 1907/08 arbeitete er auch als Hausierer.
Auf einer seiner Wanderfahrten wurde er an der Grenze von Utah und Nevada aus dem Zug geworfen. Er nahm die Einladung zu einem Abendessen von einem Mann an, der in einem nahe gelegenen Feld Heu machte. Dieser Mann, Lamond Woods, war Mormone und Nels Anderson wurde zu einem inoffiziellen Familienmitglied und leistete Handlangerdienste auf den Ranches befreundeter Familien. In dieser Zeit begann Anderson auch das Mormonentum zu studieren und wurde 1910 getauft. Obwohl er den Glauben nicht in dem Sinne praktizierte, dass er etwa regelmäßig den Gottesdienst besucht oder auf Alkohol oder Zigaretten verzichtet hätte, bestand Anderson immer darauf, dass er Mormone sei. 1942 veröffentlichte er Desert Saints, bis heute eine wichtige Quelle zur Geschichte von Utah und des Mormonentums.
Anders als sein leiblicher Vater bestand sein Ziehvater Woods darauf, dass Nels Anderson weiter zur Schule gehen sollte. Er schrieb sich schließlich 1911 an der Brigham Young Academy (heute die Brigham-Young-Universität) in Provo ein. Seinen Unterhalt und die Ausbildungsgebühren verdiente er sich – hauptsächlich als Zimmermann und als Lehrer – selbst. Sein Ziel war eigentlich, Rechtsanwalt zu werden, doch kam er hier erstmals auch mit dem Fach Soziologie in Kontakt.

Saint-Mihiel im September 1918

Kurz nach dem Abschluss seines Studiums meldete Anderson sich freiwillig für den Kriegsdienst im Ersten Weltkrieg und diente ab April 1918 in einer Pionier-Einheit des US-Heers. Nach seiner Grundausbildung in Camp Funston, Kansas, kam er im Juni 1918 auf den Kriegsschauplatz in Frankreich. Er nahm im September an der Offensive von St. Mihiel und im Oktober an der Maas-Argonnen-Offensive teil. Den Waffenstillstand erlebte er in dem Ort Stenay am Ufer der Maas. In den folgenden drei Monaten diente er als Meldegänger in der Besatzungsarmee, die in Deutschland das linksrheinische Ufer besetzt hielt. Die Zeit seines Kriegsdiensts hat Anderson in einem Tagebuch festgehalten, das im Jahre 2013 veröffentlicht wurde.

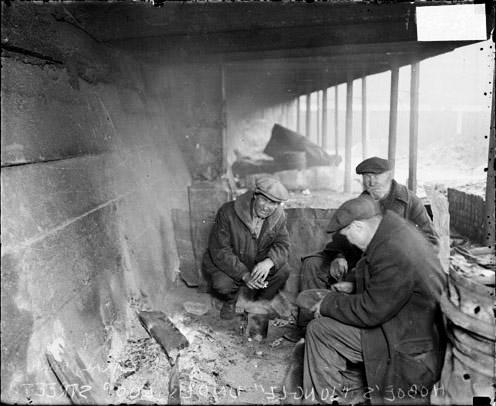
Hobos in Chicago, 1929

1919/20 kehrte Anderson für sein Abschlussjahr an die Brigham Young Academy zurück. In diese Zeit fällt ein schwerer Konflikt mit dem US-Senator und Mormonen-Apostel Reed Smoot, in dem es zunächst um Andersons Unterstützung für die Idee eines Völkerbunds ging, dann aber auch um die Frage, ob die Akademie in eine Volluniversität umgewandelt werden sollte (beides lehnte Smoot ab). Nach seinem Abschluss verdiente Anderson Geld mit dem Verkauf von Strickwaren und Unterwäsche. John C. Swensen, Professor an der Brigham Young Academy, hatte ihn ermuntert, sich an der Universität von Chicago für ein Soziologie-Studium zu bewerben, und entgegen seiner Erwartung wurde er tatsächlich von Albion Woodbury Small angenommen. Ernest Burgess erkannte nach einem Semester Andersons einzigartige Lebenserfahrung und organisierte die Mittel für eine Studie über Obdachlose in Chicago. Das Resultat war die inzwischen klassisch gewordene Schrift The Hobo. The Sociology of the Homeless Man, die ihm den Master-Abschluss einbrachte. Sie gilt als eine der ersten soziologischen Arbeiten, die die Methode der teilnehmenden Beobachtung verwendete.
Die nächsten Jahre verbrachte Anderson mit Lehraufträgen an der Universität von Washington in Seattle und an der New School for Social Research in New York. Im Alter von 40 Jahren wurde er mit einer Arbeit über die Verslumung von East Harlem an der New York University promoviert. In dieser Zeit hatte er Harry Hopkins kennengelernt, der unter dem New Yorker Gouverneur Franklin D. Roosevelt die Sozialhilfe-Maßnahmen während der Großen Depression koordinierte. Zunächst gründete er ein Zentrum für arbeitslose Seeleute; nach Roosevelts Wahl zum Präsidenten der Vereinigten Staaten wurde Anderson innerhalb der Federal Emergency Relief Agency für die Beziehungen zu den Gewerkschaften zuständig. In seiner Freizeit widmete er sich aber weiterhin der Forschung und schrieb Desert Saints.
Nach Ausbruch des Zweiten Weltkriegs wechselte Anderson in die War Shipping Administration, die vor allem auch neue Seeleute ausbilden sollte. Dort arbeitete er auf Posten am Persischen Golf, in Ägypten, Indien und in London. 1946 nahm er eine Stelle in der US-amerikanischen Militärregierung von Deutschland an und kam 1947 ins zerstörte Berlin. In einem ersten Projekt interviewte er Deutsche zum Antisemitismus. Bald wurde er jedoch damit beauftragt, Gewerkschaften zu etablieren, die frei von kommunistischem Einfluss sein sollten. Unter seiner Leitung wurden zwei Akademien aufgebaut und mehrere Forschungsprojekte – unter anderem in Darmstadt – durchgeführt. Nach sieben Jahren Arbeit für die Alliierte Hohe Kommission und das Außenministerium der Vereinigten Staaten wurde er frühzeitig in den Ruhestand versetzt, weil er in der McCarthy-Ära mit seinen Sympathien für Gewerkschaften als verdächtig galt. Schließlich kam er von 1953 bis 1962 als Leiter des UNESCO-Instituts für Sozialwissenschaften in Köln unter. Ab 1963 lehrte er – inzwischen 75 geworden – an der Memorial-Universität von Neufundland und an der Universität von New Brunswick, wo er den Fachbereich Soziologie begründete. Da er die Altersgrenze überschritten hatte, erhielt er jedoch keine Festanstellung mehr. 1977 – im Alter von 88 – setzte sich Nels Anderson schließlich zur Ruhe. Er starb als 97-Jähriger im Jahr 1986.

## Schriften (Auswahl)
- The Hobo. The Sociology of the Homeless Man. University of Chicago Press, Chicago 1923 (Project Gutenberg).
- Urban Sociology. Knopf, New York 1928.
- Men on the Move. University of Chicago Press, Chicago 1940.
- Desert Saints. University of Chicago Press, Chicago 1942.
- The American hobo. An autobiography. E. J. Brill, Leiden 1975.
- Raffaele Rauty (Hrsg.): On Hobos and Homelessness (Heritage of Sociology Series). University of Chicago Press, Chicago 1999, ISBN 978-0-226-01967-3.
- Allan Kent Powell (Hrsg.): Nels Anderson's World War I Diary. University of Utah Press, Salt Lake City 2013, ISBN 978-1-60781-255-5.